# Gare de Beni Ounif
La gare de Beni Ounif est une gare ferroviaire algérienne située sur le territoire de la commune de Beni Ounif, dans la wilaya de Béchar.

## Situation ferroviaire
Établie à une altitude de 823,900 m, la gare est située au point kilométrique (PK) 539,223 de la ligne de Oued Tlelat à Béchar,  où elle est précédée de la gare de Djeniene Bourezg et suivie de celle de Béchar.
| \| Beni Ounif Bécha Djeniene Bourezg \| Localisation de la gare de Beni Ounif dans la wilaya de Béchar. |
| Beni Ounif Bécha Djeniene Bourezg                                                                       |

## Histoire

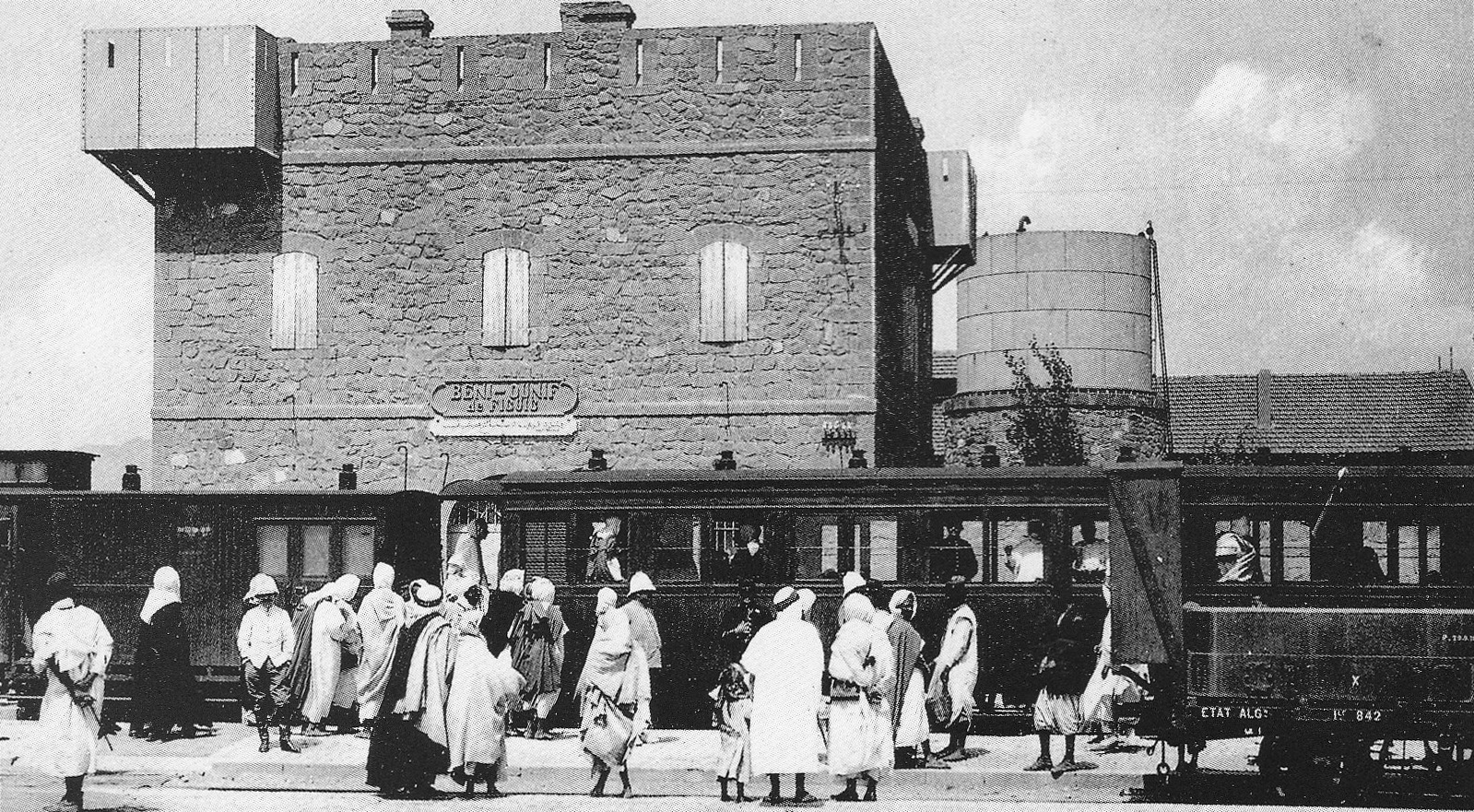
La gare au début du XXe siècle.

La gare est mise en service en 1903 lors de l'ouverture de la section de 27,4 km entre Duveyrier et Beni Ounif de l'ancienne ligne à voie étroite d'Oran à Kenadsa via Saïda. Précédée de l'ancienne gare de Oued El Assi et suivie de celle de l'ancienne gare de Mérirès, elle était située au PK 637,300 de cette ligne,,.
Cette gare fait partie des gares fortifiées en Algérie construites par l'armée française entre 1881 et 1906 le long de la ligne entre Saïda et Béchar.

## Service des voyageurs

### Desserte
La gare est desservie par les trains grandes lignes de la liaison Oran - Béchar.